# Karmarschstraße

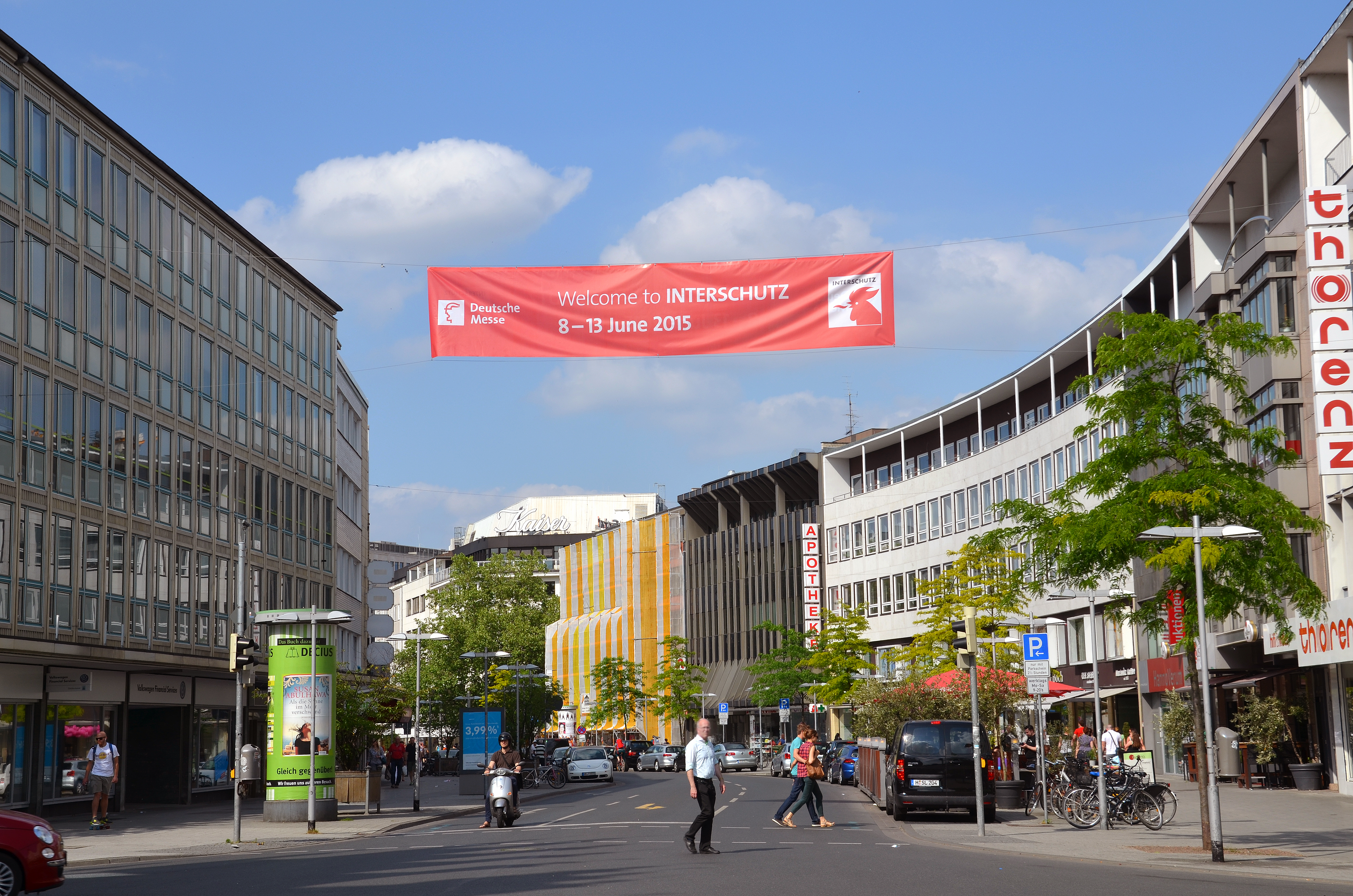
Die „Altstadt-Südkurve“ der Karmarschstraße

Die Karmarschstraße in Hannover ist eine Hauptgeschäftsstraße, die seit 1879 prägend für die Innenstadtstruktur ist. Sie verläuft zwischen dem Kröpcke und dem Friederikenplatz und ist in ihrer Bedeutung für die Verkehrsstruktur der inneren Stadt nur vergleichbar mit der Georgstraße und der Streckenführung der Eisenbahn. Die Karmarschstraße wurde nach dem Bau ihres ersten Teilstücks 1880 nach Karl Karmarsch benannt; erst 1950 erhielt der ganze Straßenzug diesen Namen.

## Geschichte
Schon zur Zeit des noch jungen Königreichs Hannover plante der hannoversche Hofbaumeister Georg Ludwig Friedrich Laves eine breiten Straßendurchbruch „quer zu den gleichgerichteten Hauptstraßen der Altstadt.“ Plante Laves 1816 noch eine repräsentative Achse lediglich zum Leineschloss, entwarf er 1820 bereits eine die Altstadt vollständig querende Verkehrsverbindung.

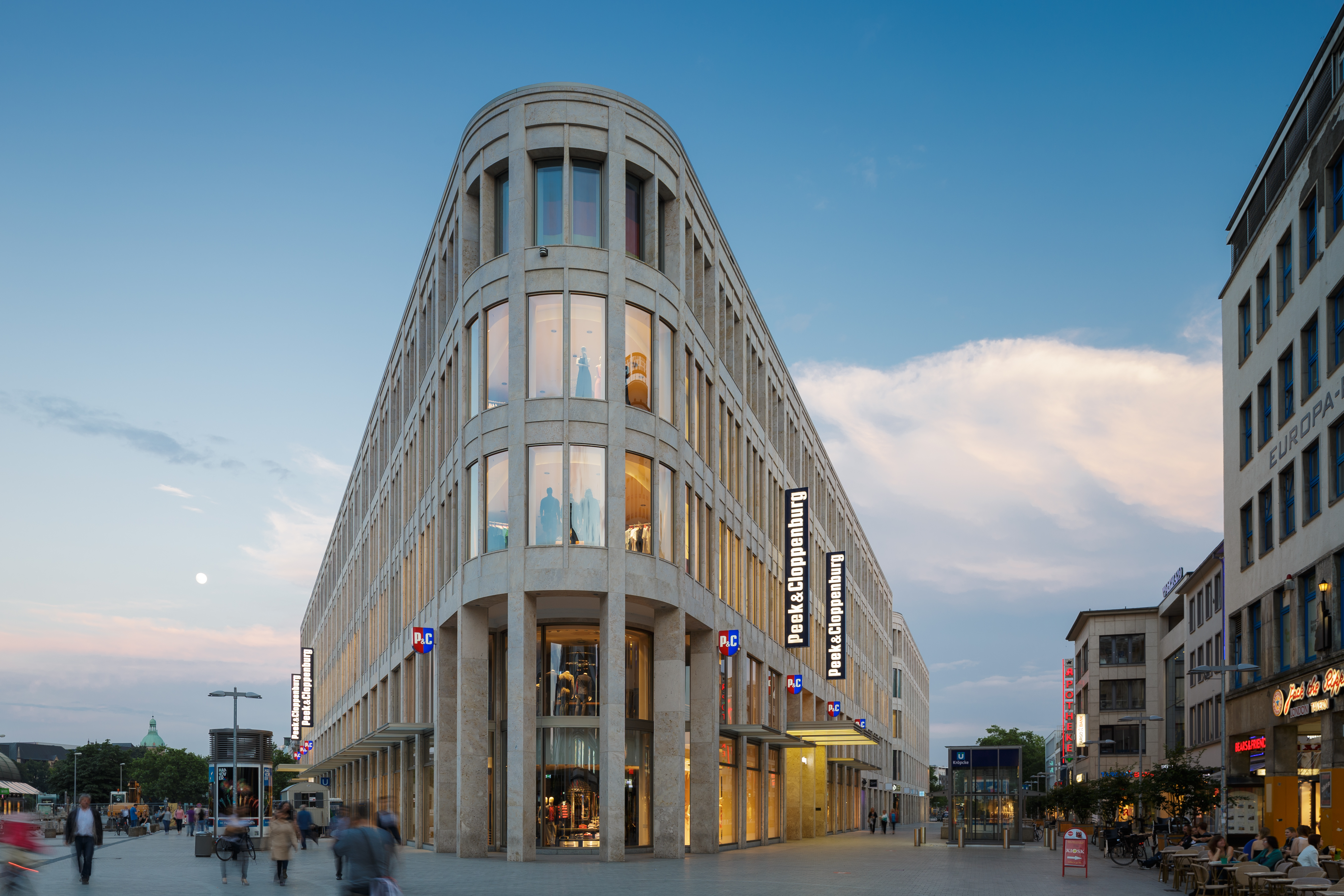
Das von Peek & Cloppenburg genutzte Kröpcke-Center am Kröpcke Ecke Georgstraße (links) und der Karmarschstraße

Doch erst im Zuge der Industrialisierung und kurz vor der Gründung des Deutschen Kaiserreichs entwickelte der Unternehmer Ferdinand Wallbrecht mit seiner Hannoverschen Baugesellschaft ab 1868 eigene Pläne für den lange gewünschten Querdurchbruch durch die Altstadt, nun jedoch als Verkehrsweg zwischen dem Hauptbahnhof und dem damaligen Bahnhof Linden. Hierfür kaufte Wallbrecht ab 1871 unter teils schwierigen Bedingungen die in der gewünschten Wegführung liegenden Immobilien. So musste er beispielsweise zunächst einen Ersatzbau errichten für das historische Ständehaus. Doch erst durch die bevorstehende Verlegung des Polytechnikums von der Georgstraße in den Welfengarten erwarb Wallbrecht 1878 den universitären Altbau und damit das Schlüsselgrundstück für die Anlage der nun anzulegenden Karmarschstraße: Zwischen 1879 und 1898, anfangs begleitet von großem Widerstand in der Bevölkerung, die keine durchgehende Straße wollte, wurde das erste Teilstück bis zur Osterstraße von 1879 bis 1881 rein privatwirtschaftlich errichtet, wobei die Ständehausstraße entstand, die zunächst nur als Passage geplant war.
In der Zeitschrift des Architekten- und Ingenieur-Vereins zu Hannover wurde 1879 eine Skizze rund um die „Projektirte Central-Strasse“ veröffentlicht.

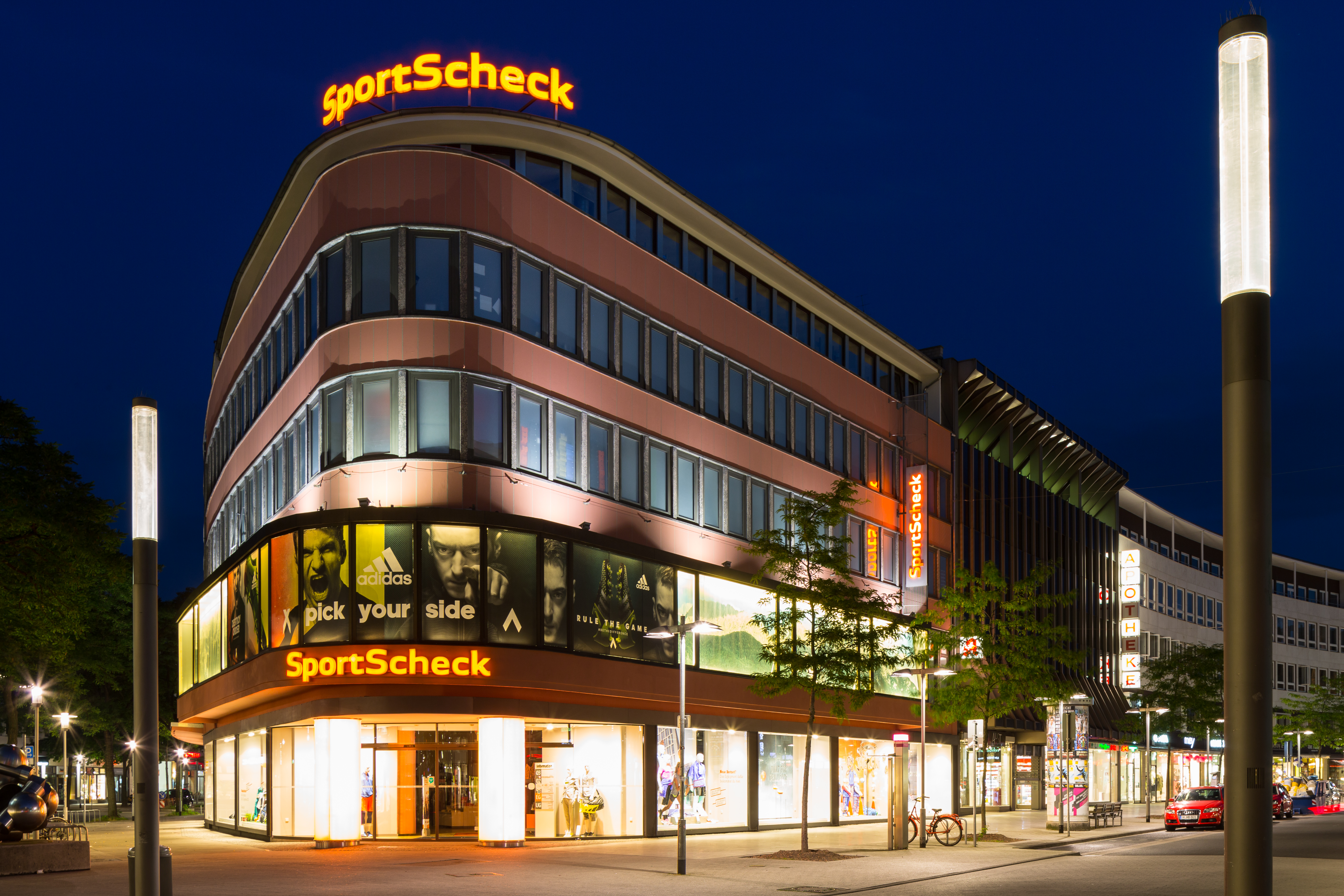
Das heute von SportScheck genutzte Gebäude markiert den zweiten Bauabschnitt der Karmarschstraße an der Ecke Osterstraße

Der zweite Teilabschnitt, die damalige Grupenstraße, entstand 1881 bis 1883 als Verlängerung der Karmarschstraße bis zur Marktstraße mit ihrer charakteristischen Kurve und führte dann weiter an dem seinerzeit geplanten Südflügel des Alten Rathauses vorbei. Von der Grupenstraße aus mündete eine abzweigende Passage am Marktplatz in der aufgestockten ehemaligen Marktwache. Unter Wallbrechts alleiniger Regie wurden 70 Parzellen mit schmalen, fünfgeschossigen Geschäfts- und Wohnhäusern im Stil der Neorenaissance und der Neogotik von nahezu allen bedeutenden hannoverschen Architekten errichtet.
An der Georgstraße entstanden aufwendige Eckbauten, insbesondere das Hotel Continental und das Haus Brackebusch, welches später – 1948 bis 1949 – als Europa-Haus neu errichtet wurde.
Das dritte Teilstück der Karmarschstraße stellte eine Verlängerung der Grupenstraße dar und führte in der Bauzeit von 1882 bis 1892 bis zur Leinstraße. Die Anlage der Straße erfolgte durch Wallbrecht im Auftrag der Stadt und im Zusammenhang mit dem Bau der Markthalle. Neogotisch wurden an der Straßenseite nur noch der neue Flügel des Alten Rathauses und die neue Rathausapotheke erbaut. Weitere Bauten erfolgten mit flacheren Fassaden im Stil der Neorenaissance und mit starker Auflösung der Ladenfronten.
Der vierte Teilabschnitt der Straßenquerung verlief über die ehemalige Mühlenstraße und den Platz Am Himmelreich und erbrachte in den Jahren 1896–1898 eine Straßenverbreiterung bis zum Friederikenplatz. Beim heutigen Platz der Göttinger Sieben vor dem Niedersächsischen Landtag entstand die Flusswasserkunst. Wie von den Gegnern der Karmarschstraße prophezeit, deklassierte die Karmarschstraße die Altstadt, gab jedoch der Innenstadt eine neue Struktur und etablierte hierdurch das großstädtische Geschäftshaus als vorherrschende Baugattung.
Nach den starken Zerstörungen durch die Luftangriffe auf Hannover während des Zweiten Weltkrieges erfolgten in den Jahren 1947 und 1948 erste Aufbaupläne. An der Stelle des ehemaligen Hotel Continental entstand als Provisorium der sogenannte Conti-Block. Ab 1948 erfolgten Neubauten durch die Aufbaugemeinschaft Hannover mit den „Aufbaugenossenschaften“ der Anlieger, eine Umlegung der Grundstücksgrenzen in Gemeinschaftsplanung. Es entstanden Blöcke in gleicher Höhe mit einem Rücksprung der obersten Geschosse und einem flachen Fassadenrelief. Einzelne Bauten wurden durch verschiedene Architekten errichtet. Vorausschauend wurde die Straße unter anderem für den erst später gebauten Stadtbahntunnel von 17,5 Meter auf 28 Meter verbreitert, Gehwege unterkellert und Arkaden errichtet, die eigentlich ausgedehnter geplant waren. Die Gesamtwirkung der Karmarschstraße ging durch individualisierte Um- und Neubauten jedoch teilweise verloren.

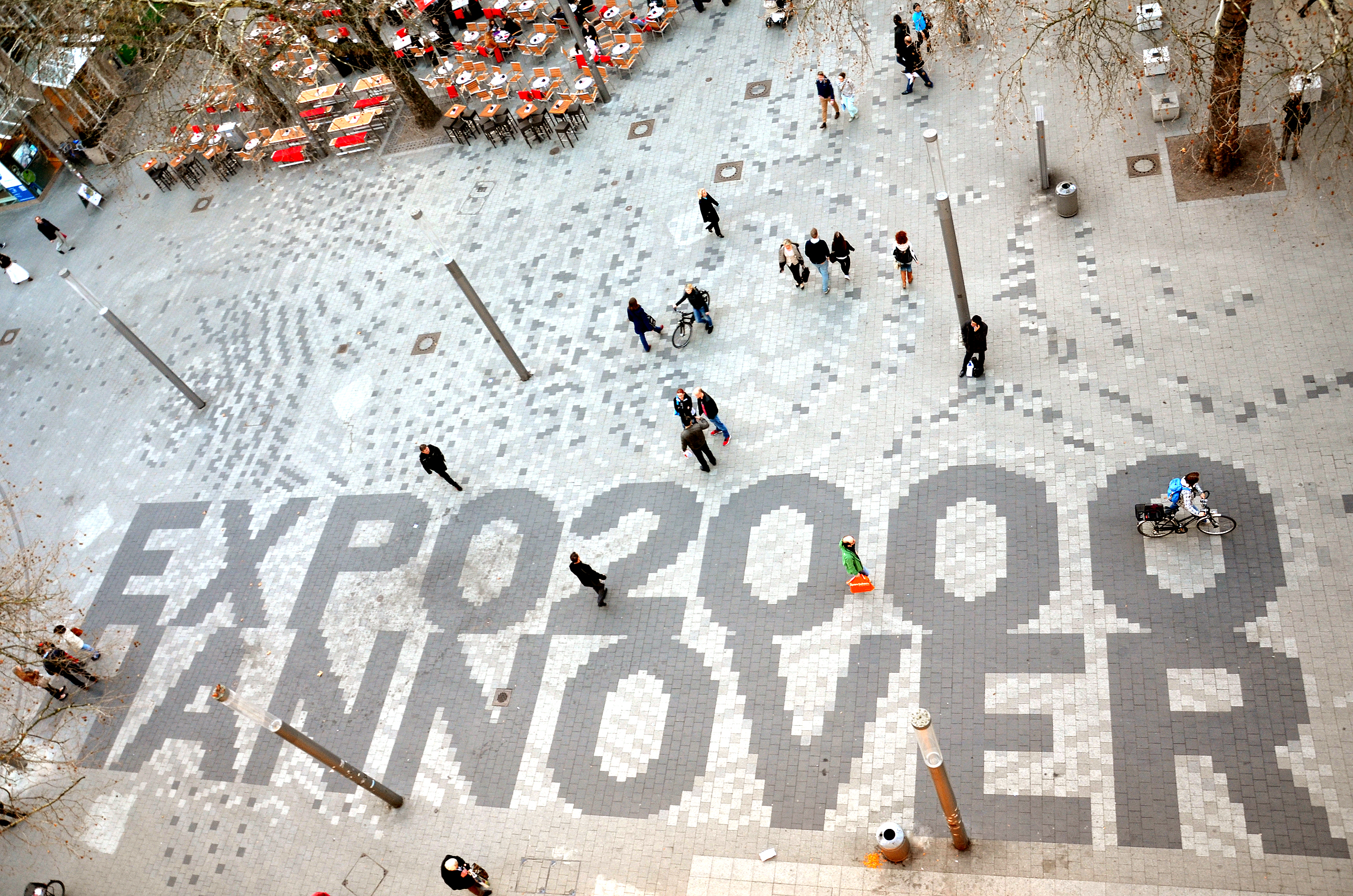
Pflaster in der Fußgängerzone mit dem Schriftzug zur Expo 2000

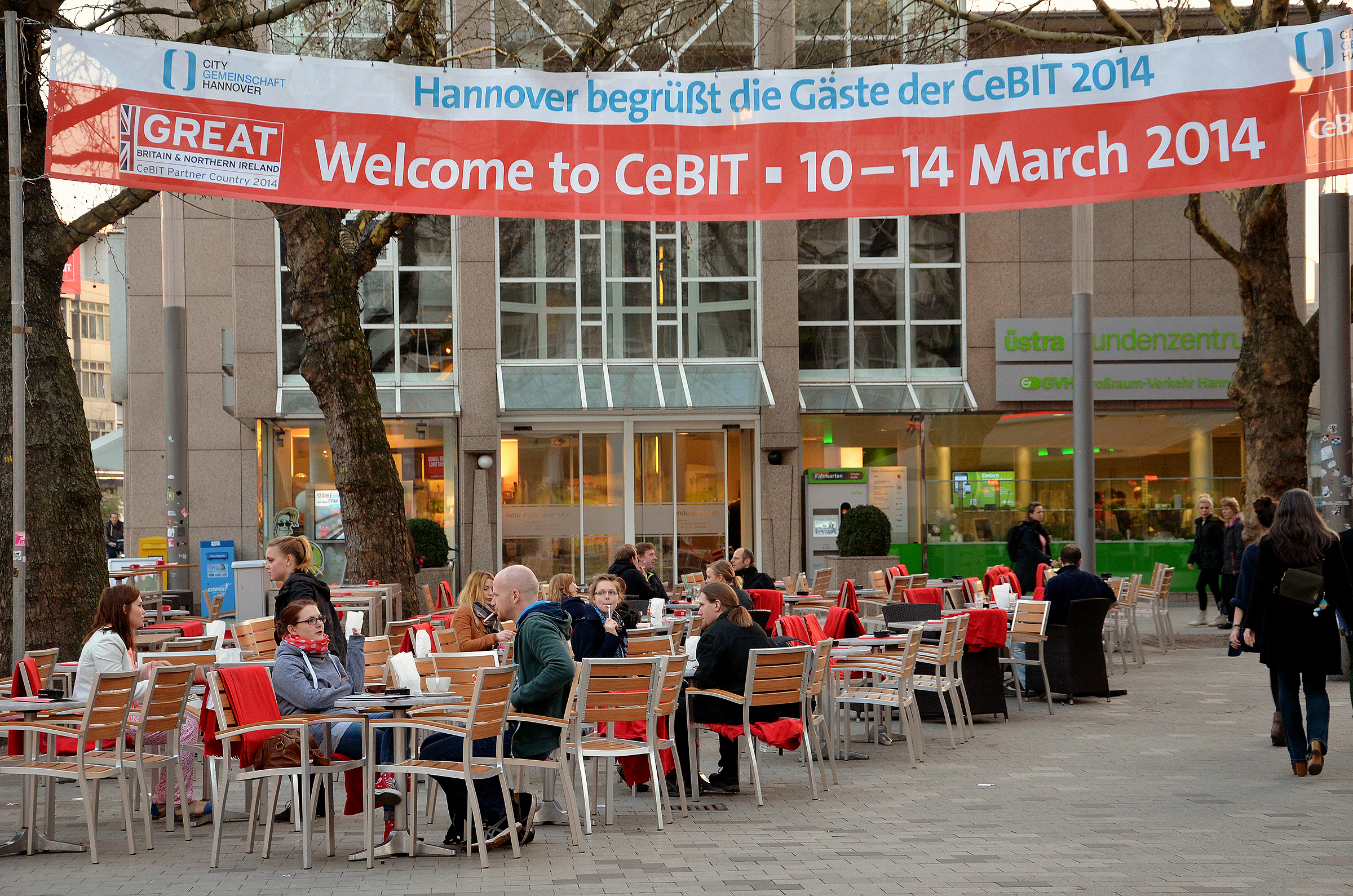
Straßencafé am Platz der Weltausstellung

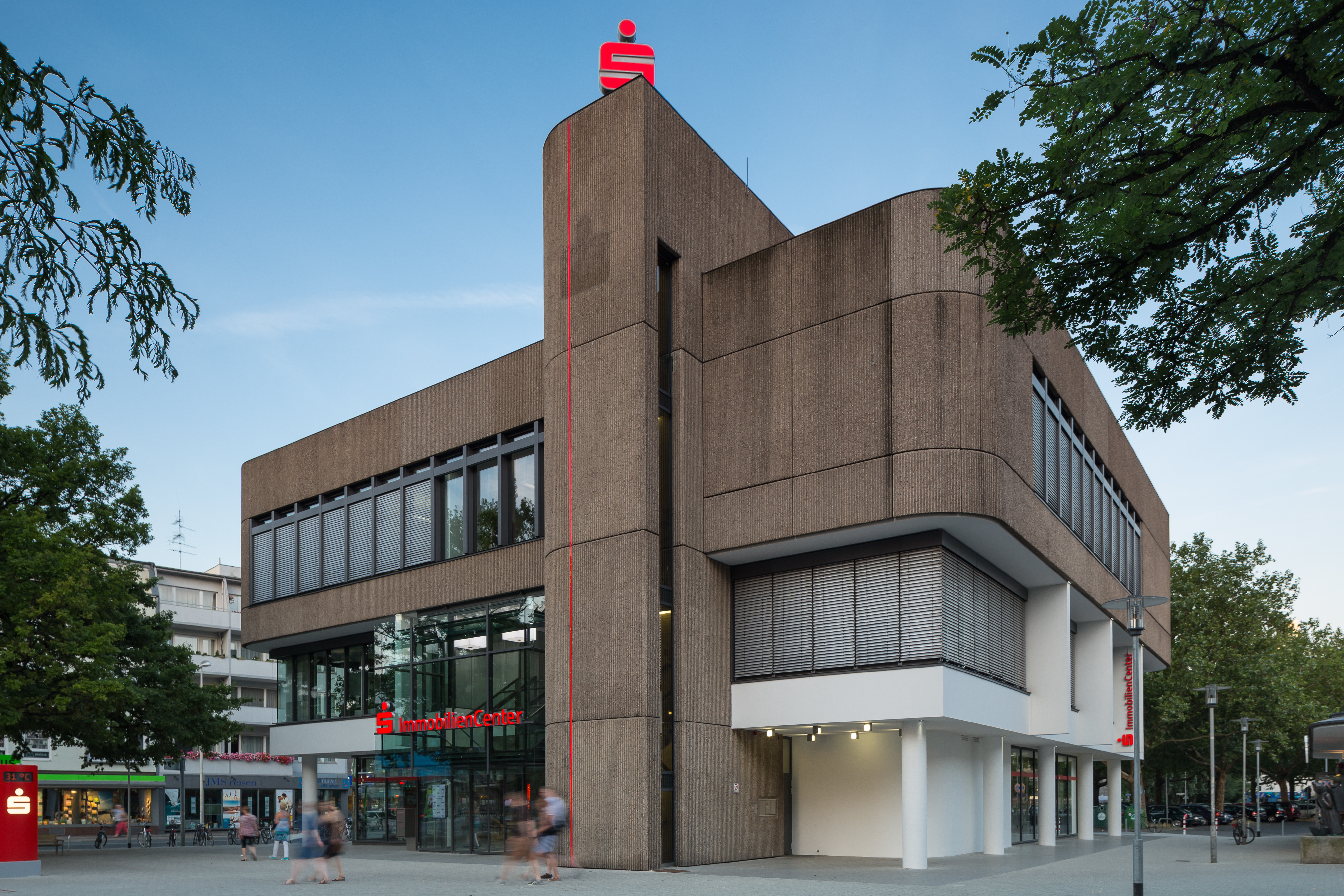
Das 1973 von der Stadtsparkasse Hannover errichtete Gebäude der Sparkasse Karmarschstraße

In den Jahren 1965 bis 1975 erfolgte der Bau der A-Strecke der Stadtbahn unter der Karmarschstraße, anschließend wurde der Straßenraum neu gestaltet, unter anderem mit Objekten des Straßenkunstprogrammes. Der Nordteil der Karmarschstraße, nun zur Fußgängerzone umgestaltet, wurde nun stark durch das seinerzeit errichtete Kröpcke-Center geprägt. Die letzte Baulücke wurde 1973 durch den inzwischen denkmalgeschützten Solitärbau der Sparkasse Karmarschstraße unter der Hausnummer 47 geschlossen.
Die zunächst zum Abbruch bestimmten Bauten aus dem 19. Jahrhundert zwischen der Köbelingerstraße und der Leinstraße wurden Ende der 1980er Jahre hin in die Blockerneuerung des Bohlendamms einbezogen. Die Kreuzung mit der Osterstraße (auch „Altstadt Südkurve“ genannt) im Zuge der Expo 2000 ab 2002 nun als Platz der Weltausstellung tituliert und 2008 mit einem Schmuckpflaster mit Expomotiv versehen.